# Chilicola huberi
Chilicola huberi är en biart som först beskrevs av Adolpho Ducke 1908.  Chilicola huberi ingår i släktet Chilicola och familjen korttungebin. Inga underarter finns listade i Catalogue of Life.